# Бертолд I фон Бюрен
Бертолд I фон Бюрен (на немски: Bertold I von Büren; † сл. 1222/1234) е благородник от род „фон Бюрен“, господар на Бюрен във Вестфалия, фогт на Бьодекен (1204) във Вестфалия. Споменаван е от 1186 до 1222 г.
Той е син на Титмар I/III фон Бюрен († сл. 1177/1186) и втората му съпруга фон Нида (* ок. 1160), дъщеря на граф Бертолд I фон Нида († сл. 1162). Внук е на Елиас ван Бюрен, господар на Бюрен. Брат е на Титмар IV фон Бюрен († сл. 1234), фогт на Бьодекен (1204).
Господарите фон Бюрен построяват ок. 1150 г. замък и през 1195 г. основават град Бюрен във Вестфалия. Те са една могъща благородническа фамилия в княжеското епископство Падерборн. През 1243 г. син му Бертолд III фон Бюрен 'Млади' заедно с братовчед си Бертолд II фон Бюрен ’Стари’ († 1281), фогт на Бьодекен (1256), построяват манастир Холтхаузен при Бюрен в района на Падерборн.

## Фамилия
Бертолд фон Бюрен се жени и има два сина:
- Бертолд III фон Бюрен († сл. 1276), женен пр. 8 май 1222 г. за Удалхилд/Отеленда фон Хенгенбах († сл. 1222)
- Конрад фон Бюрен, домхер в Кьолн

Бертолд фон Бюрен се жени втори път за Валпург фон Кесел († сл. 1222), дъщеря на граф Хайнрих IV фон Кесел († сл. 1219) и Удалхилд/Отеленда фон Хаймбах-Хенгенбах († сл. 1222), дъщеря на Еберхард II фон Хенгенбах († сл. 1218) и Юта фон Юлих († 1218), наследничка на Юлих.